# 林文 (明朝)
林文（1389年—1476年），字恆簡，福建興化府莆田縣人，明朝政治人物，宣德庚戌探花。憲宗初，官至侍讀學士。

## 生平
林文是永樂四年狀元林環的門生。宣德元年（1426年）鄉試中舉。宣德五年（1430年）登庚戌科進士一甲第三名（探花），授翰林院編修。正統初年，參與編撰《宣宗實錄》，後升翰林院修撰，并在隨後兩次出任會試正考官。景泰三年（1452年）升左春坊左諭德兼修撰。景泰四年（1453年）修《歷代君鑑》，後升至左庶子兼侍講。天順八年（1464年），明憲宗即位，升太常寺少卿兼翰林侍讀學士，一個月後致仕歸鄉。

## 家族
有曾孫林希範。